# 布引敏雄
布引 敏雄（ぬのびき としお、1942年 - ）は、日本の歴史学者、大阪観光大学名誉教授。
満洲国ハイラル市生まれ。戦後、引揚げて山口県小野田市に住む。1965年大阪大学文学部卒業。香川県立高松高等学校に勤める。66年退職して大阪大学大学院文学研究科へ進学、68年同修士課程修了後、山口県文書館に勤務。山口県立山口農業高等学校秋穂分校・山口県立萩高等学校・山口県立山口中央高等学校教諭を経て、1985年大阪明浄女子短期大学講師、助教授、2000年大阪明浄大学観光学部教授。2006年校名変更で大阪観光大学教授、2013年定年、名誉教授。

## 著書
- 『長州藩部落解放史研究』三一書房 1980
- 『融和運動の史的分析 山口県融和運動の歴史』明石書店 1989
- 『長州藩維新団 明治維新の水平軸』解放出版社 2009
- 『槙村正直 その長州藩時代』文理閣 2011

### 共編著
- 『荊の座 松木淳詩歌集』村﨑修二共編 文理閣 1989
- 『部落解放史の最前線 啓発・教育の現場と研究をつなぐ』服部英雄,寺木伸明,石瀧豊美共著 福岡県人権研究所 ブックレット菜の花 2013

## 論文
- 布引敏雄